# Крістофер Моралес-Вільямс
Крістофер Моралес-Вільямс (англ. Christopher Morales-Williams, нар. 5 серпня 2004) — канадський легкоатлет, який спеціалізується у бігу на короткі дистанції.

## Спортивні досягнення
Бронзовий призер чемпіонату світу серед юніорів з естафетного бігу 4×400 метрів (2022). У особистій першості чемпіонату з бігу на 400 метрів зупинився на півфінальній стадії.
Срібний призер Панамериканського чемпіонату з легкої атлетики серед юніорів у бігу на 400 метрів (2023).
Чемпіон Канади з бігу на 400 метрів (2023).
24 лютого 2024 показав на короткій доріжці 400-метрової дистанції результат 44,49, що перевищував чинний на той час рекорд світу (44,57). Проте, цей результат не був ратифікований як рекорд світу через недотримання вимог щодо підключення стартових колодок до системи автоматичної фіксації часу.